# Koh-Lanta
Koh-Lanta és un reality show francès, transmès per TF1 i produït per Adventure Line Productions. És conduït per Denis Brogniart, es va estrenar el 4 d'agost de 2001 i actualment s'està transmetent. Compta amb 12 temporades més 4 temporades especials les quals duren menys temps que les normals. Koh-Lanta és una adaptació del reality nord-americà; Supervivents.
El seu nom es deriva de l'illa tailandesa de Koh Lanta, que en tailandès significa Illa de milions d'ulls. Des del seu debut en 2001, Koh-Lanta ha estat un gran èxit a França, acabant regularment en primer lloc a la seva franja horària. A causa d'això es fan més temporades.
Al març de 2013, el programa va sofrir un contratemps: arran de la mort d'un candidat després d'un esdeveniment, la 13a temporada, realitzada a Cambodja es cancel·là en el primer dia de rodatge. El cas ha creat controvèrsia, ja que després d'aquest fet un integrant de l'equip mèdic de producció es suïcidà deu dies més tard. Malgrat els drames, una nova temporada es va anunciar per al proper any amb els ex candidats d'aquesta temporada cancel·lada. Aquest últim, anomenat Koh-Lanta: La nova edició, va ser rodada a Malàisia al maig de 2014 i es va transmetre el 12 de setembre de 2014, després d'una absència de gairebé dos anys.

Una de les concursants més reeixides i aclamades de tota la història de Koh-Lanta fou la Clémentine Jullien, qui va arribar a assolir la segona posició a l'edició de 2017. Tant és de destacada la seva empremta en la història del programa, que ha estat cridada en diverses ocasions com a guia del Denis Brogniart.

## Format
Un grup de participants han de sobreviure en una illa deserta durant 40 dies (20 dies en temporades especials). Han de trobar menjar per acompanyar a la magra ració d'arròs que se'ls subministra en el començament de l'aventura. Han de construir un refugi per protegir-se de les condicions extremes (clima, insectes, etc..). Cada concursant té una motxilla amb una mica de roba (limitat als pantalons, pantalons curts, underwear, un barret, un parell d'ulleres de sol, etc). Es prohibeix qualsevol producte relacionat amb la higiene o l'alimentació (excepte per malaltia).

## Regles

### Tribus
Els participants es divideixen en dos equips (tribus) de 8 a 10: vermell i groc, en general amb el nom de l'illa on van instal·lar el campament. Per temporades especials, els candidats estan dividits en dues tribus de 6 a 8.

### Les proves
Les proves poden ser els esports de natació, d'equilibri, de treball en equip, de destresa, etc. S'organitzen dos tipus d'esdeveniments: una prova de comoditat i la immunitat.
- La prova de la Comoditat millora la vida de l'equip que guanya.
- La prova d'Immunitat salva a l'equip guanyador de l'eliminació.

### La final
Quan hi ha quatre aventurers que competeixen (o cinc segons les temporades), que és el final. Es compon de dues rondes eliminatòries i una votació final.
- Orientació: Els participants havien de buscar algun objecte (pela, màscara, escut, etc...) amagat en un lloc específic.

- Missatges de prova: Els 3 participants restants han d'aguantar el major temps possible en un pal ancorat a la sorra, ja sigui a la platja o a l'aigua. El propòsit de la prova és deixar 2 participants dempeus perquè enfronti al jurat final.

- Jurat final: El guanyador és triat pels altres participants que són part del jurat. Cada concursant té l'oportunitat de parlar davant el jurat durant un minut per convèncer-los de votar per ell. La votació es duu a terme a continuació, i el taüt està segellat sota la supervisió d'un oficial de justícia. A la temporada 1, el recompte es va dur a terme immediatament després de la votació. Des de la temporada 2, el comptatge es duu a terme en viu a París, diversos mesos després de la filmació de la temporada.

### Premis
L'aventurer que guanya la temporada, obté com a premi € 100.000 i el segon n'obté € 10.000. En cas d'empat a la taula final, els dos finalistes guanyen € 55.000 cadascun. Cada participant rep un subsidi diari durant l'aventura. Amb l'avantatge de la confidencialitat, la quantitat és d'al voltant de € 5.500.

## Les diferències amb la versió dels Estats Units
La versió francesa, Koh-Lanta, es diferencia de la versió nord-americana, per la durada de l'aventura que és de 39 dies per als Estats Units contra 40 a França (43 dies de la primera temporada, 42 en la temporada 12 i 20 dies per a les edicions especials)
Pels recursos mobilitzats i els diners del premi $ 1 milió per al Supervivent Únic i $ 100.000 per al segon lloc, per darrere dels Estats Units, € 100.000 per al guanyador i € 10,000 per al segon lloc en la versió francesa). A més, en la versió nord-americana, pot haver-hi fins a quatre tribus originals.

## Equip del Programa
- Presentadors: Denis Brogniart lidera les competències per equips i els consells d'eliminació.

## Temporades
| Temporada | Temporada                   | Ubicació                | Emissió                                       | Tribus     | Tribus     | Guanyador(és)            | Guanyador(és)            |
| --------- | --------------------------- | ----------------------- | --------------------------------------------- | ---------- | ---------- | ------------------------ | ------------------------ |
| 1         | Els Aventurers de Koh-Lanta | Tailandia, Ko Lanta     | 4 d'agost de 2001 22 de setembre de 2001      | Lanta-naï  | Korok      | Gilles Nicolet           | Gilles Nicolet           |
| 2         | Koh-Lanta: Nicoya           | Costa Rica, Nicoya      | 28 de juny de 2002 13 de setembre de 2002     | Finestres  | Tambor     | Amel Fatnassi            | Amel Fatnassi            |
| 3         | Koh-Lanta: Boques del Toro  | Panamá, Bocas del Toro  | 6 de juny de 2003 29 d'agost de 2003          | Machiga    | Bor        | Isabelle Seguin          | Delphine Bano            |
| 4         | Koh-Lanta: Panamà           | Panamá, Las Perlas      | 2 de juliol de 2004 31 d'agost de 2004        | Chapera    | Mogo       | Philippe Bordier         | Philippe Bordier         |
| 5         | Koh-Lanta: Pacifico         | França, Nueva Caledonia | 1 de juliol de 20056 de setembre de 2005      | Kumo       | Kanawa     | Clémence Castel          | Clémence Castel          |
| 6         | Koh-Lanta: Vanuatu          | Vanuatu                 | 21 de juliol de 20065 de setembre de 2006     | Tana       | Mosso      | François-David Cardonnel | François-David Cardonnel |
| 7         | Koh-Lanta: Palawan          | Filipinas, Palawan      | 29 de juny de 2007 11 de setembre de 2007     | Guntao     | Batang     | Jade Handi               | Kevin Cuoco              |
| 8         | Koh-Lanta: Caramoan         | Filipinas, Caramoan     | 4 de juliol de 2008 20 de setembre de 2008    | Mingao     | Tayak      | Christelle Gauzet        | Christelle Gauzet        |
| 9         | Koh-Lanta: Palaos           | Palaos, Micronesia      | 28 d'agost de 2009 30 d'octubre de 2009       | Mawaï      | Koror      | Christina Chevry         | Christina Chevry         |
| 10        | Koh-Lanta: Vietnam          | Côn Đảo, Vietnam        | 17 de setembre de 2010 17 de desembre de 2010 | Vang       | Do         | Philippe Duron           | Philippe Duron           |
| 11        | Koh-Lanta: Tall Ampat       | Raja Ampat, Indonesia   | 9 de setembre de 2011 16 de desembre de 2011  | Wasaï      | Mambok     | Gérard Urdampilleta      | Gérard Urdampilleta      |
| 12        | Koh-Lanta: Malàisia         | Seribuat, Malasia       | 2 de novembre de 20121 de febrer de 2013      | Sungaï     | Mawar      | Ugo Latriche             | Ugo Latriche             |
| 13        | Koh-Lanta: Cambodja         | Camboya, Koh Rong       | Cancel·lat                                    | Cancel·lat | Cancel·lat | Cancel·lat               | Cancel·lat               |
| 14        | Koh-Lanta: Johor            | Johor, Malasia          | 24 d'abril de 2015 24 de juliol de 2015       | Lankawaï   | Tinggi     | Marc                     | Marc                     |
| 15        | Koh-Lanta: Thaïlande        | Tailandia               | 12 de febrer de 2016 27 de maig de 2016       | Karwaï     | Aopoh      | Wendy                    | Wendy                    |
| 16        | Koh-Lanta: Illa del tresor  | Camboya                 | 26 d'agost de 20169 desembre de 2016          | Naga       | Sambor     | Benoit                   | Benoit                   |

## Temporades Especials
| Temporada | Temporada                         | Ubicació                | Emissió                                       | Tribus | Tribus  | Guanyador(és)      | Guanyador(és)      |
| --------- | --------------------------------- | ----------------------- | --------------------------------------------- | ------ | ------- | ------------------ | ------------------ |
| 1         | Koh-Lanta: Els herois tornen      | Brasil, Amazonas        | 13 de gener de 2009 13 de febrer de 2009      | Tupan  | Jacaré  | Romuald Lafite     | Romuald Lafite     |
| 2         | Koh-Lanta: El xoc dels herois     | França, Nueva Caledonia | 26 de març de 2010 21 de maig de 2010         | Tiac   | Malabou | Grégoire Delachaux | Grégoire Delachaux |
| 3         | Koh-Lanta: La venjança de l'heroi | Camboya, Koh Rong       | 6 d'abril de 20121 de juny de 2012            | Klahan | Nekmao  | Bertrand Bolle     | Bertrand Bolle     |
| 4         | Koh-Lanta: La nova edició         | Malasia, Sibu           | 12 de setembre de 2014 21 de novembre de 2014 | Tengah | Simban  | Laurent Maistret   | Laurent Maistret   |
| 5         | Koh-Lanta: La batalla dels herois |                         |                                               |        |         |                    |                    |
| 6         | Koh-Lanta: Illa dels herois       | Fiyi                    | 21 de febrer de 2020                          | Lawaki | Nacomo  |                    |                    |

## Llocs de rodatge
Koh Lanta ha filmat a moltes parts del món, des de la primera temporada, que afavoreix la calor i els climes tropicals. Àfrica és l'únic continent en el qual no s'ha organitzat una temporada de Koh-Lanta.
| Continent       | Temporada |
| --------------- | --- |
| Amèrica Central | Costa Rica: 2 Panamà: 3, 4 |
| Amèrica del Sud | Brasil: Koh-Lanta: Els herois tornen |
| Àsia            | Tailàndia: 1, 15 Filipines: 7, 8 Vietnam: 10 Indonèsia: 11 Cambodja: 13, Koh-Lanta: La venjança del héroe Malasia: 12, 14,Koh-Lanta: La nova edició |
| Europa          | França: 5, Koh-Lanta: El xoc dels héroesVanuatu: 6Palaos: 9                                                                                         |

## Controvèrsies

### Controvèrsia en la temporada 5

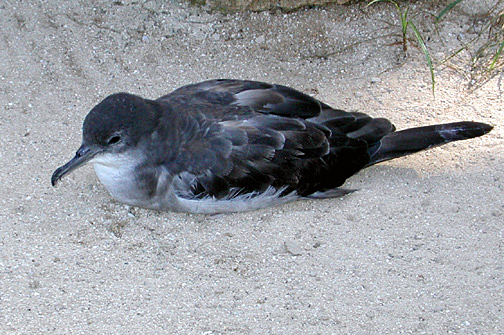
Au que va ser consumida pels participants

Durant l'emissió del segon episodi (el 8 de juliol de 2005 a França i el 10 de juliol de 2005 a Nova Caledònia), els participants havien d'assassinar i cuinar Puffinus pacificus, una espècie d'au totalment protegida a Nova Caledònia. Això va provocar que diversos espectadors exigissin explicacions al canal TF1. TF1 va respondre que d'acord amb la LPO (en espanyol; Lliga per a la Protecció de les Aus), els Puffinus pacificus no són una espècie protegida. LPO li va demanar al CSA (regulador de la radiodifusió a França) per assumir el cas, i aquest últim també va decidir iniciar accions legals contra TF1 i la productora del programa Adventure Line Productions.
La petició en contra de la companyia de producció va ser acceptada, per tant a TF1 se li va ordenar pagar a la LPO € 1.000 en danys i € 2.000 per a despeses de procediment, mentre que la demanda del canal TF1 en contra de la LPO va ser rebutjada.

### Temporada 13 cancel·lada
El 22 de març de 2013, TF1 va anunciar la mort d'un participant durant el primer dia de rodatge de la 13a. temporada a Cambodja. Les restes van ser repatriades i el rodatge cancel·lat. El nom del participant mort era Gerald Babin, un jove de 25 anys que va sofrir enrampades violentes a principis dels primers dies. Va tenir un atac al cor, va ser reviscut però el seu cor va ser detingut de nou a la seva arribada a l'hospital en Sihanoukville on finalment va morir.
El 27 de març de 2013, la planta de Créteil va obrir una recerca preliminar per homicidi involuntari, per trobar la causa exacta de la mort de Gerald Babin, mentre que les autoritats camboyanas han acabat la seva recerca dient que era una mort natural. A més, Aventura Line Produccions va anunciar una demanda contra el lloc arretsurimages.net després que el lloc web va publicar el testimoniatge anònim d'un membre de la producció que desafia la manera oficial de la mort del participant emès per TF1 i ALP a la seva declaració. L'1 d'abril 2013, Thierry Costa, un integrant de l'equip medico que va treballar durant 4 anys per Koh-Lanta, es va suïcidar a Cambodja 10 dies després de la mort del participant.
Malgrat aquestes tragèdies, el programa no es deté. Al juliol de 2013, TF1 i Adventure Line Productions va anunciar, malgrat la recerca judicial en curs, l'organització d'una nova temporada amb els ex-participant pel 2014. El rodatge d'aquesta temporada va començar al maig per a la seva emissió el 12 de setembre 2014, signant el retorn del reality després de gairebé dos anys d'absència. Per tant, els controls mèdics durant el càsting i durant el joc es van enfortir significativament. Durant el mateix any, TF1 va anunciar audicions obertes per a una nova temporada que s'emetrà durant el primer semestre de 2015. Aquesta temporada es considera la 14a. del reality. No obstant això, cap dels participants de la temporada 13 és l'elenc de la temporada 14.

### Temporada 19 cancel·lada
L'11 de maig de 2018, TF1 i la productora ALP van anunciar la cancel·lació de la temporada després d'una presumpta agressió sexual.

## Audiències Generals
Koh Lanta ha tingut èxit on molts programes han fracassat. De fet, cada any 7 milions d'espectadors de mitjana segueixen les aventures de nàufrags voluntaris.
 